# Saint-Georges-de-Bohon
Saint-Georges-de-Bohon és un municipi francès situat al departament de la Manche i a la regió de Normandia. L'any 2007 tenia 409 habitants.

## Demografia

### Població
El 2007 la població de fet de Saint-Georges-de-Bohon era de 409 persones. Hi havia 152 famílies de les quals 36 eren unipersonals (20 homes vivint sols i 16 dones vivint soles), 40 parelles sense fills, 64 parelles amb fills i 12 famílies monoparentals amb fills.
La població ha evolucionat segons el següent gràfic:
Habitants censats

### Habitatges
El 2007 hi havia 170 habitatges, 152 eren l'habitatge principal de la família, 3 eren segones residències i 15 estaven desocupats. Tots els 170 habitatges eren cases. Dels 152 habitatges principals, 134 estaven ocupats pels seus propietaris i 18 estaven llogats i ocupats pels llogaters; 3 tenien dues cambres, 18 en tenien tres, 33 en tenien quatre i 98 en tenien cinc o més. 120 habitatges disposaven pel capbaix d'una plaça de pàrquing. A 60 habitatges hi havia un automòbil i a 81 n'hi havia dos o més.

### Piràmide de població
La piràmide de població per edats i sexe el 2009 era:
| Homes | Edats   | Dones |
| ----- | ------- | ----- |
| 0     | 95 o +  | 0     |
| 0     | 90 a 94 | 0     |
| 0     | 85 a 89 | 0     |
| 0     | 80 a 84 | 0     |
| 4     | 75 a 79 | 8     |
| 4     | 70 a 74 | 4     |
| 12    | 65 a 69 | 12    |
| 20    | 60 a 64 | 32    |
| 0     | 55 a 59 | 0     |
| 4     | 50 a 54 | 0     |
| 16    | 45 a 49 | 4     |
| 4     | 40 a 44 | 16    |
| 40    | 35 a 39 | 12    |
| 12    | 30 a 34 | 24    |
| 16    | 25 a 29 | 16    |
| 16    | 20 a 24 | 4     |
| 24    | 15 a 19 | 4     |
| 16    | 10 a 14 | 12    |
| 36    | 5 a 9   | 16    |
| 20    | 0 a 4   | 8     |

## Economia
El 2007 la població en edat de treballar era de 270 persones, 201 eren actives i 69 eren inactives. De les 201 persones actives 183 estaven ocupades (103 homes i 80 dones) i 18 estaven aturades (9 homes i 9 dones). De les 69 persones inactives 26 estaven jubilades, 17 estaven estudiant i 26 estaven classificades com a «altres inactius».

### Ingressos
El 2009 a Saint-Georges-de-Bohon hi havia 151 unitats fiscals que integraven 401,5 persones, la mediana anual d'ingressos fiscals per persona era de 15.592 €.

### Activitats econòmiques
Dels 5 establiments que hi havia el 2007, 2 eren d'empreses de construcció, 1 d'una empresa immobiliària, 1 d'una empresa de serveis i 1 d'una entitat de l'administració pública.
Dels 2 establiments de servei als particulars que hi havia el 2009, 1 era un guixaire pintor i 1 electricista.
L'any 2000 a Saint-Georges-de-Bohon hi havia 18 explotacions agrícoles que ocupaven un total de 924 hectàrees.

## Equipaments sanitaris i escolars
El 2009 hi havia una escola elemental integrada dins d'un grup escolar amb les comunes properes formant una escola dispersa.

## Poblacions més properes
El següent diagrama mostra les poblacions més properes.